# Brian Krause
Brian Jeffrey Krause (El Toro (Californië), 1 februari 1969) is een Amerikaans acteur. Hij had in 1992 de twijfelachtige eer genomineerd te worden voor de Razzie Award voor slechtste nieuwkomer, dankzij zijn rol in Return to the Blue Lagoon.
Krause werkt voornamelijk als filmacteur. Een uitzondering daarop vormde de serie Charmed, waarin hij van 1998 tot en 2006 in 154 afleveringen Leo Wyatt speelde.

## Filmografie

### Personage in films
| Jaar | Titel                           | Rol                                      | Opmerkingen                    |
| ---- | ------------------------------- | ---------------------------------------- | ------------------------------ |
| 1991 | An American Summer              | Joey                                     |                                |
| 1991 | Return to the Blue Lagoon       | Paddy Lestrange / Richard Lestrange, Jr. |                                |
| 1991 | December                        | Tim Mitchell                             |                                |
| 1992 | Sleepwalkers                    | Charles Brady                            |                                |
| 1993 | The Liars' Club                 | Pat                                      |                                |
| 1994 | Family Album                    | Greg Thayer                              | TV film                        |
| 1995 | Naked Souls                     | Edward                                   |                                |
| 1995 | Extreme Blue                    | Bart                                     |                                |
| 1995 | Breaking Free                   | Clay Nelson                              |                                |
| 1996 | Mind Games                      | Matt Jarvis                              |                                |
| 1998 | Get a Job                       | Mike                                     |                                |
| 1999 | Dreamers                        | Pete                                     |                                |
| 1999 | Trash                           | Will Fowler                              |                                |
| 2000 | The Party                       | The Husband                              |                                |
| 2001 | Return to Cabin by the Lake     | Mike Helton                              |                                |
| 2005 | In the Blink of an Eye          | Jay                                      |                                |
| 2006 | To Kill a Mockumentary          | Danson                                   |                                |
| 2007 | Protecting the King             | Jeff                                     |                                |
| 2008 | Jack Rio                        | Billy Rafferty                           |                                |
| 2008 | Warbirds                        | Jack Toller                              |                                |
| 2008 | Triloquist                      | Detective                                |                                |
| 2008 | Beyond Loch Ness                | James Murphy                             |                                |
| 2008 | The Thacker Case                | Jason Michaels                           |                                |
| 2008 | A Seductress in My Blouse       | Michael Taylor                           |                                |
| 2009 | Desertion                       | Brandon                                  |                                |
| 2009 | Nowhere to Hide                 | Edward Crane                             |                                |
| 2009 | Growth                          | Marco                                    |                                |
| 2009 | 2012: Supernova                 | Kelvin                                   |                                |
| 2009 | The Gods of Circumstance        | Jim Jeff Jones                           |                                |
| 2009 | Hospital Daughter               | Dr. Tyler Stevenson                      |                                |
| 2010 | The Secrets of Valleyoaks Cave  | Jason Patterson                          |                                |
| 2010 | TBK: The Toolbox Murders        | Detective Shane Cole                     |                                |
| 2010 | You're So Cupid                 | Daniel Valentine                         |                                |
| 2010 | Breaking into Hell              | Dale Wilkinson                           |                                |
| 2010 | Cyrus                           | Cyrus Danser                             |                                |
| 2011 | Camel Spiders                   | Captain Mike Sturges                     |                                |
| 2012 | The Unknown                     | Paul Baker                               |                                |
| 2012 | Gemini Rising                   | Loodgieter                               |                                |
| 2013 | Red Sky                         | Michael Banks                            |                                |
| 2013 | Haunted Maze                    | Benedict Killer                          |                                |
| 2013 | Coffin Baby                     | Detective Cole                           |                                |
| 2013 | The Studio Club                 | Matt Forester                            | Ook gecrediteerd als directeur |
| 2013 | Ben and Becca                   | Ben                                      | Korte film                     |
| 2013 | Don't Shoot! I'm the Guitar Man | Jagger                                   |                                |
| 2013 | Christmas for a Dollar          | William Kamp                             |                                |
| 2020 | Retreat to Paradise             | Neil Terry                               |                                |

### Rol in series
| Jaar      | Titel                | Rol              | Opmerkingen                           |
| --------- | -------------------- | ---------------- | ------------------------------------- |
| 1989      | Highway to Heaven    | Boy #2           | Aflevering: "Goodbye, Mr. Zelinka"    |
| 1990      | Ann Jillian          | Tom              | Afleveringen: "Love: 15", "The Crush" |
| 1993      | Tales from the Crypt | Tex Crandall     | Aflevering: "House of Horror"         |
| 1995      | Walker, Texas Ranger | Billy Kramer     | Aflevering: "Collision Course"        |
| 1996      | High Tide            | Scott Wilson     | Aflevering: "Killshot"                |
| 1997–1998 | Another World        | Matt Cory        | Terugkerende rol                      |
| 1998–2006 | Charmed              | Leo Wyatt        | Terugkomend, 145 afleveringen         |
| 2007      | CSI: Miami           | Robert Whitten   | Aflevering: "Cyber-lebrity"           |
| 2008      | The Closer           | Tom Merrick      | Aflevering: "Controlled Burn"         |
| 2008      | Mad Men              | Kess             | Aflevering: "The Mountain King"       |
| 2010      | Castle               | Vader Aaron Lowe | Aflevering: "Under The Gun"           |
| 2010      | Next Stop Murder     | Jeff             |                                       |

### Films op televisie en miniseries
| Jaar | Titel                                    | Rol                  | Opmerkingen |
| ---- | ---------------------------------------- | -------------------- | ----------- |
| 1989 | Match Point                              | Bart                 |             |
| 1990 | CBS Schoolbreak Special: "American Eyes" | Matt Henderson       |             |
| 1994 | Bandit: Bandit's Silver Angel            | Lynn                 |             |
| 1994 | Bandit: Beauty and the Bandit            | Lynn                 |             |
| 1994 | Bandit: Bandit Bandit                    | Lynn                 |             |
| 1994 | Bandit: Bandit Goes Country              | Lynn                 |             |
| 2006 | Ties That Bind                           | David                |             |
| 2007 | Devil's Diary                            | Father Mark Mulligan |             |
| 2010 | Next Stop Murder                         | Jeff                 |             |
| 2012 | Stalked at 17                            | Mark                 |             |
| 2014 | Expecting Amish                          | Hannah's Father      |             |
| 2016 | His Double Life                          | Scott/Gregg          |             |

### Overige
| Jaar | Titel      | Rol          | Opmerkingen |
| ---- | ---------- | ------------ | ----------- |
| 2012 | Chad Vader | Als zichzelf |             |